# 弗拉姆库尔
弗拉姆库尔（法語：Framecourt，法語發音：[fʁamkuʁ]）是法国上法蘭西大區加来海峡省的一个市镇，属于阿拉斯区。

## 地理
弗拉姆库尔（50°19'44"N, 2°18'24"E）面积2.28 平方千米，位于法国上法蘭西大區加来海峡省，该省份为法国北部沿海省份，西北濒北海，南至索姆省，东临北部省。
与弗拉姆库尔接壤的市镇（或旧市镇、城区）包括：欧特克洛克、楠克-欧特科特、锡比维尔、埃夸夫尔。

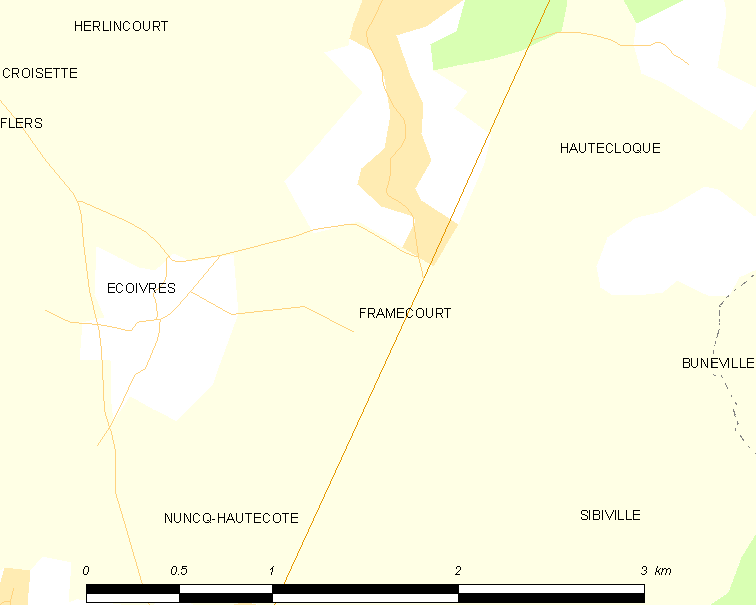
弗拉姆库尔的OSM定位图

弗拉姆库尔的时区为UTC+01:00、UTC+02:00（夏令时）。

## 行政
弗拉姆库尔的邮政编码为62130，INSEE市镇编码为62352。

## 政治
弗拉姆库尔所属的省级选区为泰努瓦斯河畔圣波勒县。

## 人口

1962-2008年间弗拉姆库尔人口变化图示

弗拉姆库尔于2022年1月1日时的人口数量为115人。